# 埃泰尔
埃泰尔（法語：Estaires，法語發音：[etɛʁ]）是法国上法蘭西大區北部省的一个市镇，位于该省西北部，属于敦刻尔克区。

## 地名
该地名“Estaires”发音为[etɛʁ]，两个字母“s”均不发音，《世界地名翻译大辞典》与《世界地名译名词典》将其误译作“埃斯泰尔”。

## 地理
埃泰尔（50°38'38"N, 2°43'23"E）面积12.82 平方千米，位于法国上法蘭西大區北部省，该省份为法国最北部的省份及最长的省份，西北濒北海，西接加来海峡省，南至埃纳省和索姆省，东与比利时接壤。
与埃泰尔接壤的市镇（或旧市镇、城区）包括：勒杜略、斯滕韦克、利斯河畔萨伊、拉戈尔格、梅维尔、新贝尔坎。
埃泰尔的时区为UTC+01:00、UTC+02:00（夏令时）。

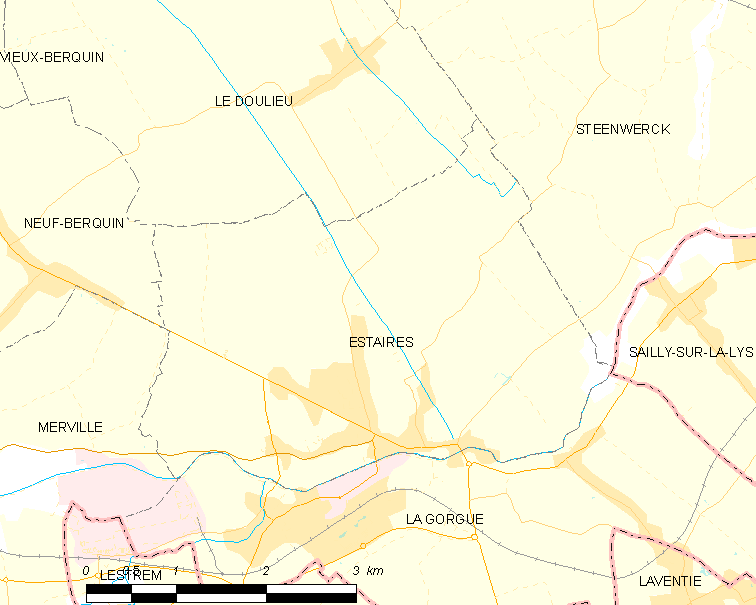
埃泰尔的OSM定位图

## 行政
埃泰尔的邮政编码为59940，INSEE市镇编码为59212。

## 政治
埃泰尔所属的省级选区为阿兹布鲁克县。

## 人口

1962-2008年间埃泰尔人口变化图示

埃泰尔于2022年1月1日时的人口数量为6551人。